# 索观瀛
索观瀛（1898年—1967年11月）藏族，四川汶川人，卓克基土司。

## 生平
卓克基土司是“嘉绒十八土司”之一。嘉绒人在清朝被官方称作“番”或“西番”。1954年以后，在民族识别工作中，嘉绒人被认定为藏族。
卓克基土司辖地在马尔康县附近，自清朝乾隆年间受封，到清朝末年传七代而绝嗣。当时，卓克基土司夫人是索观瀛的姨母，她将瓦寺土司的13岁儿子索观瀛过继成为卓克基土司继承人。索观瀛这时正在四川成都读书。索姓是瓦寺土司家族的汉姓，据说是清朝皇帝赐姓。
1914年，索观瀛从成都回到卓克基即位为卓克基土司，并迎娶绰斯甲土司之女为妻。卓克基土司、瓦寺土司、绰斯甲土司都是“嘉绒十八土司”。索观瀛即位后，卓克基政务一直由两位老臣把持。索观瀛通过岳父结识汉族军阀，借汉军杀死其中一位老臣，另一位老臣趁夜逃走，索观瀛由此掌握卓克基的大权。
掌权之后，索观瀛将几十个头人职位从世袭改成委任，并通过联姻加强与绰斯甲土司的联盟。索观瀛5位夫人中，有三位是绰斯甲土司家族之女。索观瀛的汉族夫人对他与内地交往帮助很大。索观瀛从拉萨三大寺之一的甘丹寺请来高僧劳让金巴主持马尔康佛教，从而掌握宗教权力。
中华民国政府及四川军阀一直笼络卓克基土司索观瀛。1935年，中国工农红军长征途经马尔康地区时，索观瀛曾进攻红军。此后，中国民国政府一直为索观瀛加授各类头衔及官职。
1949年，中国人民解放军攻占中国西北，索观瀛成为国共双方争取的对象。索观瀛无法判明形势，乃接触两方。一方面派人到甘肃兰州联络中国人民解放军首长，随后接待中国人民解放军派到卓克基开展工作的军官，另一方面又依照中华民国政府的要求在要地驻军，阻止中国人民解放军进入。1950年秋，中国人民解放军攻占小金、金川等地，索观瀛派人慰劳中国人民解放军，又暗中护送国军军官逃往嘉绒。
1950年底，茂县专署进入马尔康地区工作，成立“临时工作委员会”，索观瀛任副主席。1951年8月，中国人民解放军进驻卓克基，随后马尔康成立“四土阿坝绰斯甲临时军政委员会”，索观瀛任副主任。
此后，在中国人民解放军进攻嘉绒地区的过程中，索观瀛协助人民政府和解放军对嘉绒土司、头人进行劝说，争取到嘉绒不少地方的和平解放。1952年9月，索观瀛任四川省人民政府委员、四川省民族事务委员会副主任。1952年底，四川省藏族自治区成立，索观瀛任副主席。1954年7月，在第二届四川省藏族自治区人代会上，当选为第一届全国人民代表大会代表，同时任全国政协委员。1954年9月，在第一届全国人民代表大会上，当选为国务院民族事务委员会委员。1955年，阿坝藏族自治州成立，索观瀛任副州长。
1957年，索观瀛率全家到西藏拜佛，随带金银、珊瑚等物品及酥油、药材等产品入藏，布施拉萨、日喀则等地各大寺院，还分别请达赖、班禅诵经，达赖、班禅也邀请他进斋。1958年，在社会主义献金运动及嘉绒地区民主改革中，索观瀛捐献黄金600多两及珠宝。
文化大革命中，索观瀛受到严重冲击。1967年11月，索观瀛因脑溢血在马尔康医院逝世。